# Världscupen i backhoppning 2003/2004
Världscupen i backhoppning 2003/2004 hoppades 28 november 2003-14 mars 2004 och vanns av Janne Ahonen, Finland före Roar Ljøkelsøy, Norge och Bjørn Einar Romøren, Norge.

## Deltävlingar
| Datum            | Plats                  | Etta                                                                   | Tvåa                                                    | Trea                                                               |
| 28 november 2003 | Kuusamo                | Matti Hautamäki                                                        | Adam Malysz                                             | Veli-Matti Lindström                                               |
| 29 november 2003 | Kuusamo                | Sigurd Pettersen                                                       | Adam Malysz                                             | Veli-Matti Lindström                                               |
| 6 december 2003  | Trondheim              | Roar Ljøkelsøy                                                         | Janne Ahonen                                            | Maximilian Mechler                                                 |
| 14 december 2003 | Titisee-Neustadt       | Tami Kiuru                                                             | Andreas Widhölzl                                        | Janne Ahonen                                                       |
| 20 december 2003 | Engelberg              | Roar Ljøkelsøy                                                         | Janne Ahonen                                            | Martin Höllwarth                                                   |
| 29 december 2003 | Oberstdorf             | Sigurd Pettersen                                                       | Thomas Morgenstern                                      | Martin Höllwarth                                                   |
| 1 januari 2004   | Garmisch-Partenkirchen | Sigurd Pettersen                                                       | Martin Höllwarth                                        | Georg Späth                                                        |
| 4 januari 2004   | Innsbruck              | Peter Žonta                                                            | Veli-Matti Lindström                                    | Janne Ahonen                                                       |
| 6 januari 2004   | Bischofshofen          | Sigurd Pettersen                                                       | Peter Žonta                                             | Janne Ahonen                                                       |
| 10 januari 2004  | Liberec                | Janne Ahonen                                                           | Thomas Morgenstern                                      | Martin Höllwarth                                                   |
| 11 januari 2004  | Liberec                | Janne Ahonen                                                           | Bjørn Einar Romøren                                     | Andreas Küttel                                                     |
| 17 januari 2004  | Zakopane               | Michael Uhrmann                                                        | Adam Malysz                                             | Bjørn Einar Romøren                                                |
| 18 januari 2004  | Zakopane               | Martin Höllwarth                                                       | Adam Malysz                                             | Roar Ljøkelsøy                                                     |
| 23 januari 2004  | Nagano                 | Matti Hautamäki                                                        | Janne Ahonen                                            | Bjørn Einar Romøren                                                |
| 24 januari 2004  | Sapporo                | Roar Ljøkelsøy                                                         | Janne Ahonen                                            | Martin Höllwarth                                                   |
| 25 januari 2004  | Sapporo                | Roar Ljøkelsøy                                                         | Noriaki Kasai                                           | Janne Ahonen Sigurd Pettersen                                      |
| 7 februari 2004  | Oberstdorf             | Roar Ljøkelsøy                                                         | Janne Ahonen                                            | Noriaki Kasai                                                      |
| 14 februari 2004 | Willingen              | Janne Ahonen                                                           | Georg Späth                                             | Roar Ljøkelsøy                                                     |
| 15 februari 2004 | Willingen              | Roar Ljøkelsøy Bjørn Einar Romøren Tommy Ingebrigtsen Sigurd Pettersen | Matti Hautamäki Tami Kiuru Janne Ahonen Jussi Hautamäki | Tyskland Michael Uhrmann Georg Späth Martin Schmitt Alexander Herr |
| 28 februari 2004 | Park City              | Noriaki Kasai                                                          | Simon Ammann                                            | Tommy Ingebrigtsen                                                 |
| 6 mars 2004      | Lahtis                 | Bjørn Einar Romøren Sigurd Pettersen Tommy Ingebrigtsen Roar Ljøkelsøy | Janne Ahonen Akseli Kokkonen Tami Kiuru Matti Hautamäki | Akira Higashi Noriaki Kasai Daiki Ito Hideharu Miyahira            |
| 7 mars 2004      | Lahtis                 | Bjørn Einar Romøren                                                    | Roar Ljøkelsøy                                          | Janne Ahonen                                                       |
| 10 mars 2004     | Kuopio                 | Bjørn Einar Romøren                                                    | Roar Ljøkelsøy                                          | Alexander Herr                                                     |
| 12 mars 2004     | Lillehammer            | Roar Ljøkelsøy                                                         | Bjørn Einar Romøren                                     | Simon Ammann                                                       |
| 14 mars 2004     | Oslo                   | Roar Ljøkelsøy                                                         | Simon Ammann                                            | Bjørn Einar Romøren                                                |

## Slutställning (30 bästa)
| Placering | Namn                | Nationalitet | Poäng |
| --------- | ------------------- | ------------ | ----- |
| 1         | Janne Ahonen        | Finland      | 1316  |
| 2         | Roar Ljøkelsøy      | Norge        | 1306  |
| 3         | Bjørn Einar Romøren | Norge        | 825   |
| 4         | Sigurd Pettersen    | Norge        | 787   |
| 5         | Martin Höllwarth    | Österrike    | 731   |
| 6         | Thomas Morgenstern  | Österrike    | 696   |
| 7         | Matti Hautamäki     | Finland      | 673   |
| 8         | Noriaki Kasai       | Japan        | 631   |
| 9         | Georg Späth         | Tyskland     | 557   |
| 10        | Peter Žonta         | Slovenien    | 545   |

| Placering | Namn                 | Nationalitet | Poäng |
| --------- | -------------------- | ------------ | ----- |
| 11        | Tommy Ingebrigtsen   | Norge        | 526   |
| 12        | Adam Małysz          | Polen        | 525   |
| 13        | Simon Ammann         | Schweiz      | 511   |
| 14        | Michael Uhrmann      | Tyskland     | 501   |
| 15        | Veli-Matti Lindström | Finland      | 476   |
| 16        | Tami Kiuru           | Finland      | 411   |
| 17        | Rok Benkovič         | Slovenien    | 343   |
| 18        | Andreas Goldberger   | Österrike    | 299   |
| 19        | Akseli Kokkonen      | Finland      | 280   |
| 20        | Martin Schmitt       | Tyskland     | 276   |

| Placering | Namn               | Nationalitet | Poäng |
| --------- | ------------------ | ------------ | ----- |
| 21        | Lars Bystøl        | Norge        | 263   |
| 21        | Andreas Kofler     | Österrike    | 263   |
| 23        | Andreas Küttel     | Schweiz      | 258   |
| 24        | Sven Hannawald     | Tyskland     | 253   |
| 25        | Akira Higashi      | Japan        | 250   |
| 26        | Alexander Herr     | Tyskland     | 241   |
| 27        | Maximilian Mechler | Tyskland     | 209   |
| 28        | Wolfgang Loitzl    | Österrike    | 206   |
| 29        | Andreas Widhölzl   | Österrike    | 192   |
| 30        | Morten Solem       | Norge        | 172   |

### Nationscupen - slutställning
| Pos. | Nation    | Poäng |
| ---- | --------- | ----- |
| 1.   | Norge     | 5007  |
| 2.   | Finland   | 4042  |
| 3.   | Österrike | 2983  |
| 4.   | Tyskland  | 2777  |
| 5.   | Japan     | 1842  |
| 6.   | Slovenien | 1393  |
| 7.   | Schweiz   | 769   |
| 8.   | Polen     | 702   |
| 9.   | Frankrike | 249   |
| 10.  | Sverige   | 136   |
| 11.  | Ryssland  | 115   |
| 12.  | Tjeckien  | 113   |
| 13.  | USA       | 25    |
| 14.  | Estland   | 10    |
| 15.  | Slovenien | 9     |
| 15.  | Kazakstan | 9     |
| 17.  | Belarus   | 3     |
| 18.  | Sydkorea  | 2     |